# Guaicaipuro (khu tự quản)
Guaicaipuro là một khu tự quản thuộc bang Miranda, Venezuela. Thủ phủ của khu tự quản Guaicaipuro đóng tại Los Teques. Khự tự quản Guaicaipuro có diện tích 661 km2, dân số theo điều tra dân số ngày 21 tháng 10 năm 2001 là 222768 người.